# Nikolai Wladimirowitsch Stankewitsch

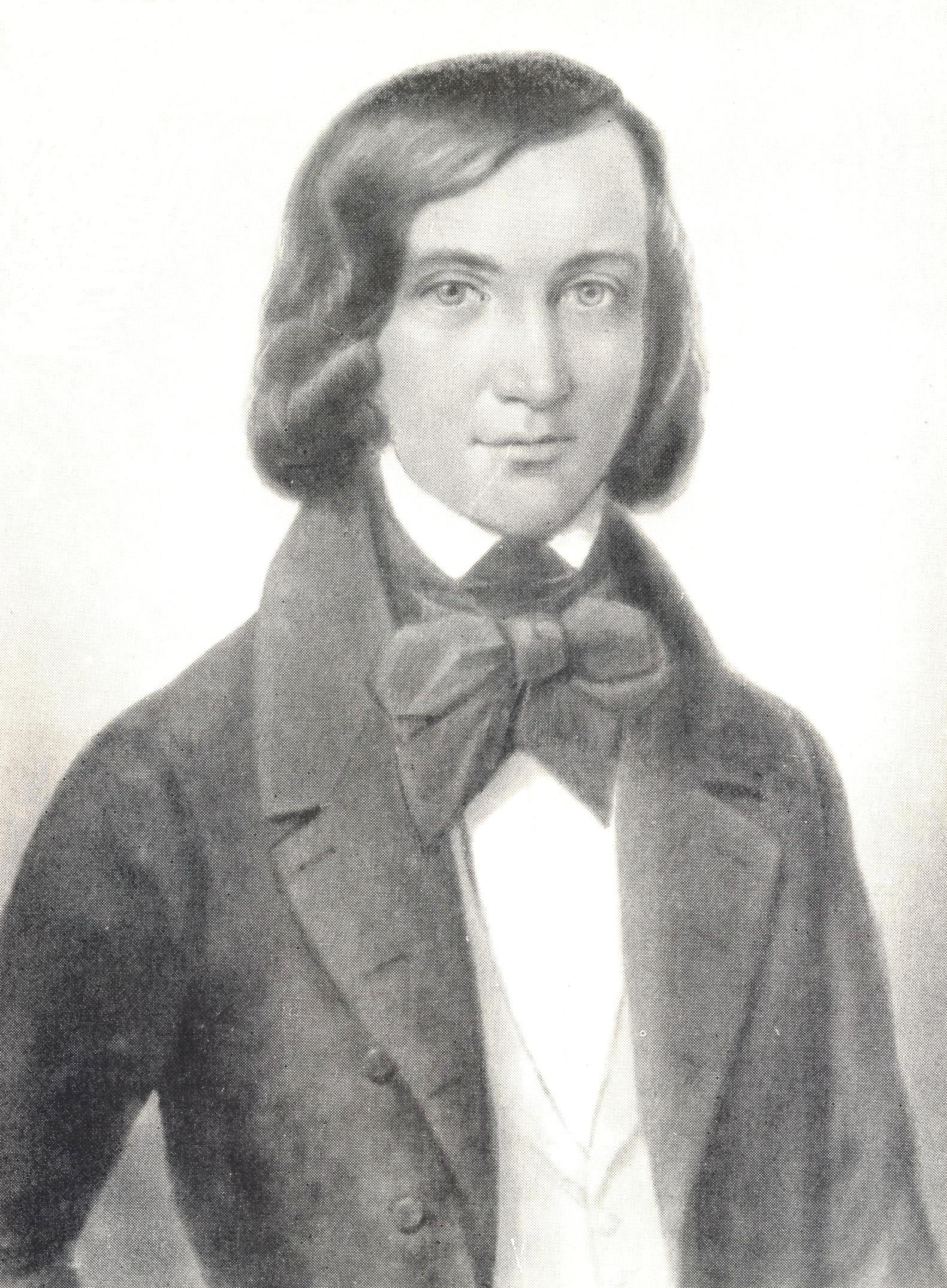
Nikolai Stankewitsch

Nikolai Wladimirowitsch Stankewitsch (russisch Николай Владимирович Станкевич; * 27. Septemberjul. / 9. Oktober 1813greg. in Uderewka, Gouvernement Woronesch; † 25. Junijul. / 7. Juli 1840greg. in Novi Ligure, Italien) war ein russischer Philosoph und Dichter. Er leitete in den 1830er Jahren einen philosophisch-literarischen Zirkel in Moskau (dem unter anderem K. S. Aksakow, M. A. Bakunin, W. G. Belinski, W. P. Botkin, T. N. Granowski, M. N. Katkow, J. F. Samarin angehörten).
Er stand unter dem Einfluss der deutschen Philosophen Georg Wilhelm Friedrich Hegel und Friedrich Wilhelm Joseph Schelling.